# Stolen & Contaminated Songs
Stolen & Contaminated Songs – pierwszy z dwóch albumów Coila wydanych w 1992 roku. Na albumie znalazły się odrzucone utwory z materiału nagranego na Love's Secret Domain. Był ostatnim albumem, na którym jako członek Coila pojawia się Stephen Thrower.
Pierwsza edycja Stolen & Contaminated Songs (LOCI4) została wydana z inną okładką i bez żadnej informacji poza małą numerowaną kartką "This is stolen and contaminated songs".
Pierwszy utwór zatytułowany jest "Futher", aczkolwiek domniemywa się, że powinien brzmieć "Further", jako że jest wariacją na temat "Further Back and Faster" z LSD.
Po ostatnim utworze na albumie znajduje się dłuższa przerwa, poprzedzająca ukrytą ścieżkę zdeformowanego śpiewu.
Alternatywna wersja "Who'll Fall" została wydana jako "Is Suicide a Solution?" na singlu "Airborne Bells/Is Suicide A Solution?".
Album jest obecnie dostępny w postaci plików do ściągnięcia w formatach AAC, MP3 i FLAC z oficjalnej strony Coila, Thresholdhouse.com.

## Spis utworów
Lista według Discogs:
| 1.  | Futher                              | 4:21    |
|     |                                     |         |
| 2.  | Original Chaostrophy                | 1:52    |
|     |                                     |         |
| 3.  | Who'll Tell?                        | 3:13    |
|     |                                     |         |
| 4.  | Omlagus Garfungiloops               | 4:24    |
|     |                                     |         |
| 5.  | Inkling                             | 3:03    |
|     |                                     |         |
| 6.  | Love's Secret Domain (Original Mix) | 3:57    |
|     |                                     |         |
| 7.  | Nasa-Arab                           | 10:59   |
|     |                                     |         |
| 8.  | Who'll Fall?                        | 5:31    |
|     |                                     |         |
| 9.  | The Original Wild Garlic Memory     | 7:00    |
|     |                                     |         |
| 10. | Wrim Wram Wrom                      | 3:13    |
|     |                                     |         |
| 11. | Corybantic Ennui                    | 0:42    |
|     |                                     |         |
| 12. | Her Friends the Wolves.....         | 10:58   |
|     |                                     |         |
| 13. | Light Shining Darkly                | 2:45    |
|     |                                     |         |
|     |                                     | 1:01:58 |
|     |                                     |         |